# Stephanie Blackstone
Stephanie Blackstone (* 22. Januar 1985) ist eine US-amerikanische Sommerbiathletin.
Stephanie Blackstone lebt in Everett und startet für den Pennsylvania Biathlon Club. Sie begann 2003 mit dem Biathlonsport, den sie neben dem Crosslauf und der Leichtathletik betrieb. Als Studentin der Kent State University, die sie 2008 als Fotojournalistin abschloss, gehörte sie in beiden Sportarten zur US-Studenten-Auswahl. Nach ihrem Studienende widmete sie sich ganz dem Biathlonsport und war über einen längeren Zeitraum national ungeschlagen. 2008 gewann sie in ihrem allerersten nationalen Meisterschaftsrennen den Titel Massenstart und wurde vom letzten Platz aus startend, da sie nicht am Sprint teilgenommen hatte, Dritte im Verfolgungsrennen. 2009 gewann sie mit Massenstart, Sprint und Verfolgung alle drei möglichen Titel. Die nationalen Meisterschaften waren zudem die Qualifikationsrennen für internationale Einsätze. Hier trat sie in Haute-Maurienne bei den Sommerbiathlon-Weltmeisterschaften 2008 erstmals bei einer WM an und wurde dort 12. in Sprint und Verfolgung. Im Jahr darauf nahm sie auch in Oberhof an den Wettkämpfen im Crosslauf-Biathlon der WM teil. Sowohl im Sprint wie auch in der Verfolgung wurde Blackstone dort 21. Sie ist als selbstständige Fotografin tätig.